# Compus de două mici dodecaedre stelate
În geometrie compusul de două mici dodecaedre stelate este un compus poliedric uniform format din 2 mici dodecaedre stelate în același aranjament ca și cel al compusului de două icosaedre. Are simetrie octaedrică Oh.
Este unul dintre cei cinci compuși poliedrici (împreună cu compusul de șase tetraedre, compusul de două mari dodecaedre, compusul de cinci mari dodecaedre și compusul de cinci mici dodecaedre stelate) care sunt tranzitive pe vârfuri și pe fețe, dar nu și pe laturi.
Are indicele de compus uniform UC50.

## Mărimi asociate

### Coordonate carteziene
Coordonatele carteziene ale vârfurilor acestui compus sunt toate permutările ale
{\displaystyle \left(\,\pm 1,\,0,\,\pm \varphi \,\right)}
unde {\displaystyle \varphi ={\frac {1+{\sqrt {5}}}{2}}} este secțiunea de aur.

### Volum
Următoarea formulă pentru volum V este stabilită pentru lungimea laturilor tuturor poligoanelor (care sunt regulate) a:
{\displaystyle V={\frac {3{\sqrt {5}}-5}{2}}a^{3}\approx 0,854102~a^{3}}

## Poliedre înrudite
Are în comun același aranjament al vârfurilor cu compusul de două icosaedre, compusul de două mari icosaedre și compusul de două mari dodecaedre.